# Max Reger
Max Reger (n. Johann Baptist Joseph Maximilian Reger, 19 martie 1873, Brand d. 11 mai 1916, Leipzig) a fost un compozitor german.
A debutat la vârsta de 14 ani într-un concert școlar la Weiden, iar între 1886-1889 a fost organist temporar la Biserica catolică din același oraș. După ce a terminat școala pedagogică din Amberg s-a hotărât să studieze muzica serios. A studiat la conservatoriile din Sondershausen și Wiesbaden, iar după terminarea stagiului militar s-a întors la casa părintească ca să-și revină după o apoplexie. Acolo a compus Introducere, passacaglia și fugă, pentru 2 piane.
În 1901 s-a mutat la München, unde a lucrat ca dirijor, pianist și organist. În 1907 a fost numit director muzical și profesor la Universitatea din Leipzig, instituție de care a rămas legat într-un fel sau altul până la moarte. Activitatea pedagogică nu l-a împiedicat să continue să compună: muzică de cameră, simfonii, corale și piese de concert etc.
În 1902 s-a căsătorit cu Elsa von Bercken, o nobilă protestantă divorțată, ceea ce a dus ca Reger să fie excomunicat. Cuplul nu a avut urmași biologici, dar au adoptat două fetițe, Christa și Charlotte.
În 1908 a renunțat la postul de director muzical al Universității din Leipzig, menținându-l doar pe cel de profesor.
În 1911 a fost numit dirijor la Meiningen, dar orchestra s-a dizolvat în 1914, când a început Primul Război Mondial. În același an a suferit un nou atac de apoplexie, iar în 1915 a acceptat postul de dirijor al orchestrei din Jena, de unde făcea naveta o dată săptămânal pentru a preda la Universitatea din Leipzig. În 1916, în timpul unei astfel de navete, a suferit un atac de cord și a decedat.
Max Reger a fost vărul compozitorului Hans von Koessler.

## Compoziții
Reger a fost un compozitor baroc modern. Ca și la Bach, orga ocupă un loc central în viața și în compozițiile sale. A compus cca 1000 de piese (147 opusuri), lucrări care sunt din toate genurile muzicale, cu excepția operei.
Printre cele mai cunoscute compoziții ale sale sunt:
- Variațiuni și fugă pe o temă de Hiller (op. 100), 1907
- Suita de balet (op. 130), 1913
- Variațiuni și fugă pe o temă de Mozart (op. 132), 1914
- Passacaglia în re minor, 1899
- Schlichte Weisen, (op. 76), 1904-1912

## Premii și distincții
- doctor h.c. al Universității din Berlin (1910)
- La Universitatea din Karlsruhe există un „Institut Max Reger”
- În SUA există o „Fundație Max Reger”